# Хосе Луїс Ольтра
Хосе Луїс Ольтра Кастаньєр (ісп. José Luis Oltra Castañera, нар. 24 березня 1969, Валенсія) — іспанський футболіст, що грав на позиції півзахисника. По завершенні ігрової кар'єри — тренер. Працював у іспанській Прімері з клубами «Леванте», «Тенерифе», «Альмерія» та «Депортіво». З 2022 року очолює тренерський штаб команди АЕК (Ларнака).

## Ігрова кар'єра
Народився 24 березня 1969 року в місті Валенсія. Вихованець футбольної школи клубу «Валенсія». З 1987 року виступав за резервну команду клубу «Валенсія Месталья», в якій провів чотири сезони, втім до першої команди так і не пробився.
У сезоні 1991/92 виступав за «Сабадель», але основним гравцем не став, зігравши лише 4 гри Сегунди, через що покинув клуб і наступний сезон провів у Терсері в клубі «Суека». Згодом з 1993 по 2000 рік грав у складі команд Сегунди Б «Леванте», «Єклано», «Ельче» та «Бенідорм».
Завершив ігрову кар'єру у команді Терсери «Онтіньєнт», за яку виступав протягом 2000—2001 років.

## Кар'єра тренера
Розпочав тренерську кар'єру відразу ж по завершенні кар'єри гравця, 2001 року, очоливши тренерський штаб аматорського клубу «Катарроха», де пропрацював з 2001 по 2002 рік. Після цього він очолив «Кастельйон» з Сегунди Б, провівши там наступні два роки.
Влітку 2004 року Ольтру запросили на посаду тренера резервної команди «Леванте». З відходом тренера основної команди «Леванте» Бернда Шустера Ольтра зайняв його місце на останні 4 тури Прімери. Він не зміг запобігти вильоту з Ла Ліги, а наступного сезону у Сегунді команда продовжила демонструвати посередні результати, через що Хосе Луїс Ольтра був звільнений від своїх обов'язків 1 листопада 2005 року.
У 2006 році Хосе Луїс очолив клуб «Сьюдад де Мурсія». Команда завершила сезон одинадцятою у Сегунді, після чого припинила своє існування і Ольтра був змушений покинути клуб і незабаром став тренером іншої команди Сегунди «Тенерифе». За підсумками сезону 2008/09 Ольтра вивів команду із Санта-Крус-де-Тенерифе до Ла Ліги. У вищому дивізіоні команда до останнього туру боролась за виживання, втім врятуватись їй не вдалось і на прес-конференції після останнього матчу Ольтра оголосив про ухід з команди.
24 листопада 2010 року Ольтра очолив «Альмерію», яка боролась за виживання у Прімері. Незважаючи на покращення результатів, команда не залишила зону вильоту, через шо вже 5 квітня 2011 року тренера було звільнено.
Влітку 2011 року Ольтра очолив «Депортіво» після відходу Мігеля Анхеля Лотіни, щоб спробувати повернути клуб до Прімери. Галісійська команда здобула підвищення у своєму першому сезоні з Ольтрою, фінішувавши на першому місці з рекордним 91 очком. Однак у наступному сезоні 2012/13 у вищому дивізіоні справи пішли не так вдало, і тренер був звільнений 30 грудня 2012 року після поразки на виїзді від «Еспаньйола» з рахунком 0:2, набравши лише 12 очок у перших 17 іграх чемпіонату і посідаючи останнє місце.
9 червня 2013 року  прийняв пропозицію попрацювати у клубі «Мальорка», командою, яка нещодавно вилетіла до Сегунди, з головною метою повернути її до першого дивізіону. Тим не менш, «червоні» почали чемпіонат з 3 поразок поспіль, а Ольтра був звільнений 24 лютого 2014 року, залишивши клуб з Балеарських островів на 11 місці після 27 ігор у чемпіонаті.
27 червня 2014 року Ольтра підписав контракт з «Рекреатіво» на два сезони. Команда з Уельви розпочала Сегунду з хороших результатів, досягнувши зони підвищення в першій третині чемпіонату, але потім увійшла в негативну серію результатів (2 очки з 33) і Ольтра був звільнений 10 лютого 2015 року, залишивши андалуську команду на 21 місці з 22 очками після 24 матчів.
10 червня 2015 року був запрошений керівництвом клубу «Кордова» з метою повернути команду до вищого дивізіону. [25] Він вибув у першому раунді Кубка Іспанії після поразки з рахунком 0:1 вдома від «Луго». Здобувши 7 перемог, нічию і 3 поразки в перших 11 іграх Сегунди, клуб оголосив про продовження контракту на рік, завдяки цим хорошим результатам команди. В підсумку клуб закінчив перше коло на другому місці, але у другій частині сезону результати погіршились і «Кордова» посіла підсумкове 5 місце . Цей результат дозволив команді потрапити у плей-оф, але там підопічні Ольтри програли «Жироні» і не вийшли до Прімери. Наступного сезону результати команди були нижчі і 27 листопада 2016 року, після поразки з рахунком 1:3 від «Хетафе» і 9 турів без перемоги в чемпіонаті, клуб оголосив про звільнення тренера.
3 червня 2017 року Ольтра очолив «Гранаду». Команда вдало розпочала і на 13 тур стала лідером Сегунди, а перше коло закінчила на другому місці, що давало пряму путівку до Ла Ліги. Однак три поразки поспіль у березні 2018 року призвели до того, що андалузька команда втратила позиції і Ольтра був звільнений.
18 вересня 2018 року Ольтра повернувся у «Тенерифе» майже через десять років. На цей момент команда посідала 19-ту позицію в Сегунді, втім Хосе Луїс не зміг суттєво покращити результат команди і був звільнений 13 травня 2019 року, залишивши канарську команду на 17-му місці.
4 лютого 2020 року Ольтра підписав контракт до кінця сезону з клубом «Расінг» (Сантандер), який боровся за виживання у Сегунді. Він дебютував 7 лютого перемогою над «Альмерією» (1:0), однак не зміг запобігти вильоту кантабрійської команди до Сегунди Б, після чого покинув посаду.
3 лютого 2021 року став новим тренером «Фуенлабради», закінчивши сезон 2020/21 на 11 місці у Сегунді. У наступному сезоні результати команди стали гіршими і 15 грудня 2021 року його звільнили з посади після 11 турів без перемог.
3 червня 2022 року Ольтра вперше очолив іноземний клуб, ставши головним тренером кіпрської команди АЕК (Ларнака).

## Досягнення

### Як тренера
- Переможець Сегунди: 2011–12[en]
- Переможець Сегунди Б: 2002–03[en]